# Lauritz Hartz
Pour les articles homonymes, voir Hartz.
Lauritz Berg Hartz, né le 27 décembre 1903 à Frederiksberg, et mort le 22 septembre 1987 à Nykøbing Sjælland, est un artiste-peintre danois, considéré comme l'un des meilleurs coloristes du pays.

## Biographie
Lauritz Berg Hartz naît le 27 décembre 1903 à Frederiksberg,. Il est initié à l'art à l'âge de 19 ans par le peintre expressionniste allemand Fritz Urschbach qui suscite son intérêt pour le naturalisme. Il étudie à l'Académie royale des beaux-arts du Danemark à Copenhague de 1925 à 1928,, avec Sigurd Wandel et Aksel Jørgensen où il acquiert rapidement une réputation d'artiste de talent.
Il est un membre du groupe Corner Salon. Il est l'un des principaux partisans de la peinture figurative traditionnelle de l'Odsherredsmalerne au Danemark, un pays bénéficiant d'un grand nombre de tendances artistiques innovantes.
Souffrant de schizophrénie, sa santé se détériore à partir de 1935 environ, ce qui l'oblige à être hospitalisé de plus en plus souvent. Pourtant, même après son hospitalisation permanente à Nykøbing Sjælland en 1942, il continue à peindre, participant aux expositions du groupe Corner dont il est un membre fondateur. Bon nombre de ses œuvres représentent des scènes d'Odsherred dans le nord-ouest de Seeland. Il est considéré comme un membre du groupe d'artistes connus sous le nom de Odsherred Painters, d'autant plus qu'il les rejoints pour former Corner.
Les portraits, paysages et natures mortes antérieurs de Hartz sont caractérisés par d'épaisses couches de peinture. Avec le temps, la forme humaine disparaît à mesure que son style devient plus vague. Les couleurs autrefois vives sont de plus en plus diluées. En fin de compte, il revient aux dessins et à l'aquarelle.
Lauritz Hartz meurt le 22 septembre 1987 à Nykøbing Sjælland.
Le musée d'art de Holstebro au nord-ouest du Jutland possède la plus grande collection d'œuvres de Lauritz Hartz avec plus de 3 000 dessins et peintures.

## Récompenses
Hartz reçoit la médaille Eckersberg en 1940 et la médaille Thorvaldsen en 1967.